# Zmysłowo (powiat średzki)
Zmysłowo – wieś w Polsce położona w województwie wielkopolskim, w powiecie średzkim, w gminie Środa Wielkopolska. Wieś jest siedzibą sołectwa "Zmysłowo" w którego skład wchodzą również miejscowości Biegunowo i Turek.
W latach 1975–1998 miejscowość należała administracyjnie do województwa poznańskiego.